# Rudolf Weys
Rudolf Weys (* 30. September 1898 in Graz, Österreich-Ungarn; † 27. Februar 1978 in Wien) war ein österreichischer Journalist, Schriftsteller und Kabarettist.

## Leben
Nach dem Jusstudium, das er 1922 mit der Promotion abschloss, wurde Rudolf Weys, der das Pseudonym „Ernst Ludwig“ verwendete, Theaterkritiker. Einige Jahre lang verdiente er sein Geld auch als Prokurist in einer Buchhandlung. 1933 eröffnete er im gartenseitigen Theatersaal des Café Döblingerhof, Wien-Döbling, Billrothstraße 49, (die bis 1936 aktive Kleinkunstbühne) Die Stachelbeere, die im Jahr darauf in das Café Colonnaden (Wien-Innenstadt, Rathausplatz 4) übersiedelte und von wo sie in das Café Arkaden (Wien-Innenstadt, Reichsratsstraße 17/Universitätsstraße 3) wechselte.
Ein weiteres Kabarett, das er zusammen mit F. W. Stein († 1945) eröffnete, war die Literatur am Naschmarkt (Café Dobner). Dieses 1933 entstandene Kabarett wurde 1938 geschlossen; ein großer Teil des Ensembles arbeitete später unter der Leitung von Adolf Müller-Reitzner (1901–1943) im 1939 eröffneten Wiener Werkel. Rudolf Weys, der zum „arischen“ Teil der alten Mitarbeiter gehörte, wurde dort Hausautor.
Als Librettist war Weys 1937 erstmals erfolgreich mit der von Robert Stolz (1880–1975) musikalisch ausgestalteten Operette Der süsseste Schwindel der Welt, die unter der Regie von Rudolf Beer (1885–1938) an der Wiener Scala aufgeführt wurde (Hauptrolle: Johannes Heesters; 1903–2011).
Nach 1945, als das Werkl unter dem Namen Literatur im Moulin Rouge weitergeführt wurde, übernahm Weys offiziell die Leitung, musste jedoch schon im Januar 1946 schließen. In der Folgezeit arbeitete er als Filmkritiker und versorgte den Lieben Augustin und das Kleine Brettl (Wien-Innere Stadt, Rotgasse 5) mit Texten.
Weys gilt als Erfinder der Mittelstücke. Er verfasste unter anderem das Volksstück Pratermärchen, die Revue Ringstraßenmelodie und das Singspiel Die Straußbuben.
Rudolf Weys heiratete 1936 die Schauspielerin Gerda Waschinsky (1905–1990). Er wurde am Döblinger Friedhof bestattet. Der 1938 geborene Rudolf Weys jun. wurde Dramaturg, er verstarb im Jahr 2000.

## Schriften (Auszug)
- —, Oskar Laske (Ill.): (…) Es lebe unser Prater!. In: Die Wiener Bühne, Jahrgang 1945, Nr. 8/1945 (XXI. Jahrgang), S. 12. (online bei ANNO).
- Alltagsmärchen um vergangene Meister. Mit der Kamera in alten Wiener Denkstätten. In: Die Wiener Bühne, Jahrgang 1945, Nr. 9/1945 (XXI. Jahrgang), S. 15 f. (online bei ANNO).
- Wiener Kleinkunst – Neuland des Theaters. Vom „Lieben Augustin“ bis zur „Literatur im Moulin Rouge“. In: Die Wiener Bühne, Jahrgang 1945, Nr. 11/1945 (XXI. Jahrgang), S. 6 f. (unpaginiert). (online bei ANNO).
- Literatur am Naschmarkt. Kulturgeschichte der Wiener Kleinkunst in Kostproben. Cudek, Wien 1946, OBV.
- Sommerreise in’s Sonnenland. Bilder: Walter Harnisch. Verlag Jungbrunnen, Wien 1948, OBV.
- Ferienreise in die Kinderrepublik. Fortsetzung der Sommerreise ins Sonnenland. Worte: Rudolf Dirr. Bilder: Walter Harnisch. Verlag Jungbrunnen, Wien 1949, OBV.
- Papa, ich leb’ so gern …! (Der Knabe Rupi). Chronik eines Kinderlebens. Als Manuskript gedruckt. Wien 1955, OBV.
- Cabaret und Kabarett in Wien. Jugend und Volk, Wien 1970, ISBN 3-7141-6038-7, OBV.
- Wien bleibt Wien und das geschieht ihm ganz recht. Illustrationen: Georg Schmid. Europaverlag, Wien 1974, ISBN 3-203-50468-5.